# スキール音
スキール音（英語: squeal 発音: [skwiːl] スクウィール）とは、乗り物の車輪と路面が擦れ合う際に発生する音のことである。

## 自動車のスキール音
自動車の場合、タイヤと路面(主に舗装路)が激しく擦れ合うとき（例： 高速でカーブを旋回中など）に発生するような音を言う。この音は、タイヤのグリップの限界を示すひとつの目安でもある。

## 鉄道車両のスキール音
鉄道車両の場合、レールと車輪がこすれるとき（例： 急カーブの通過時など）に発生するような高い音を言う。この音は急カーブや分岐器の曲線部の通過時に発生しやすい。直にこすれるフランジ部やレール側面への塗油や散水、あるいはリム内周部に車輪本体の振動軽減材をはめ込んだ防音車輪などの手段を用いて、音の低減を図る。